# Dieter Bührle
Dietrich «Dieter» Bührle, geboren als Ernst Joseph Sylvester Dietrich Bührle (* 31. Dezember 1921 in Ilsenburg, Deutsches Reich; † 9. November 2012 in Zollikon; heimatberechtigt in Zürich), war ein Schweizer Unternehmer, Feldhandballspieler und Ruderer.

## Leben
Dieter Bührle kam als Sohn von Emil Georg Bührle und dessen Frau Wilhelmine Charlotte, geborene Schalk, im preussischen Ilsenburg zur Welt. 1924 zog die Familie nach Zürich, dort wurde der Vater Geschäftsführer der im Jahre 1923 von der Magdeburger Werkzeugmaschinenfabrik übernommenen Werkzeugmaschinenfabrik Oerlikon. Fünf Jahre nach Dieter Bührle wurde seine Schwester Hortense geboren, mit der er später der Bührle-Kunststiftung vorstand und die mit ihm auch Mitinhaberin anderer Unternehmen war. 1937 wurde die Familie Bührle in Zürich eingebürgert.

Protestmarsch 1970 in Zürich gegen Waffenlieferungen von Bührle für den Biafra-Krieg

Er studierte Rechtswissenschaft an der Universität Zürich und trat 1953 in das als inzwischen Oerlikon-Bührle firmierende Unternehmen ein. Dort wurde er Chef der «Planungsgruppe Ausland», zuständig für Fabriken in Indien und Ägypten. Das bekannteste Produkt der Firma war die 20-mm-Oerlikon-Kanone, eine der meistverwendeten Flugabwehrkanonen des Zweiten Weltkrieges. Als der Vater Emil Georg Bührle 1956 starb, übernahm der damals 35-jährige Sohn die Oerlikon-Bührle, die in Spitzenzeiten 37'000 Mitarbeiter beschäftigte. Bührle betrieb zusammen mit seiner Schwester eine Privatholding, die wiederum 42 Prozent an der Oerlikon-Bührle besass. Er leitete das Unternehmen die folgenden 37 Jahre, obwohl er gerne Kunstgeschichte studiert hätte. Nach dem Biafra-Krieg 1970 wurde er wegen unerlaubter Ausfuhr von Kriegsmaterial in Krisengebiete unter Umgehung des geltenden Schweizer Waffenausfuhrverbots zu einer Haftstrafe auf Bewährung und einer Geldstrafe verurteilt. Eine Konsequenz der Verurteilung war auch, dass er als Oberst im Schweizer Generalstab diesen verlassen musste. Laut der Einschätzung des Historikers Daniel Nordmann handelt es sich um den grössten Waffenexport-Skandal der Schweizer Nachkriegsgeschichte.
Dieter Bührle versuchte eine Erweiterung des Rüstungsunternehmens hin zu Produktion und Dienstleistungen im Zivilbereich. Er erwarb 1977 die Bally-Schuhgruppe, die Balzers Vakuumtechnik im Fürstentum Liechtenstein, die Limmat-Versicherung und das Hotel Zürich in Zürich. Mit der Entwicklung des Lenkwaffen-Abwehrsystems Adats geriet das Unternehmen in finanzielle Schwierigkeiten. Bührle trat 1990 von der Leitung des Unternehmens, das später in Unaxis umfirmierte, zurück. Fortan widmete er sich schwerpunktmässig der Familienholding, den Hotels «Storchen» in Zürich und «Castello del Sole» in Ascona, dem landwirtschaftlichen Versuchsbetrieb im Maggia-Delta und einem Weingut in der Toskana. Im Jahre 2010 verkaufte er seine 50-prozentige Beteiligung an der Betreibergesellschaft des Flugplatzes Altenrhein an Markus Kopf.

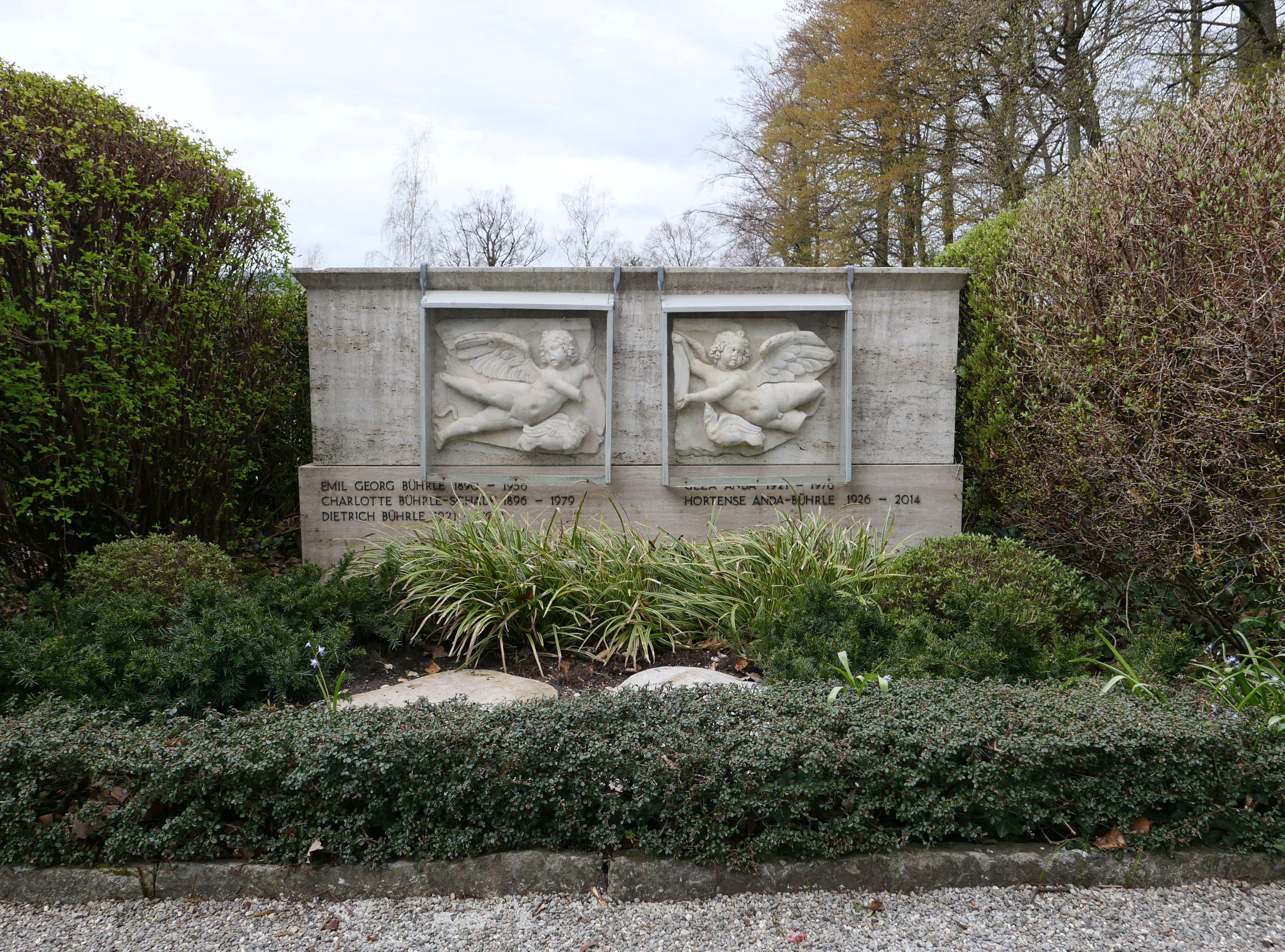
Das Grab von Dieter Bührle und seiner Familie auf dem Friedhof von Rüschlikon

Bührle war verheiratet. Aus dieser Ehe gingen zwei Kinder hervor: Christian Bührle und Carol Franz-Bührle. Er starb am 9. November 2012 im Alter von 90 Jahren.

## Handball
Er spielte Feldhandball für den Grasshopper Club Zürich (GC). 1963 war er Präsident der Handballsektion von GC. In den 1980er-Jahren war er Schiedsrichter. Er war mit seinem Konzern Oerlikon-Bührle langjähriger Sponsor der GC-Handballer. Seit er 1993 ausstieg, konnte GC keinen Titel mehr gewinnen.